# نافذة بادي

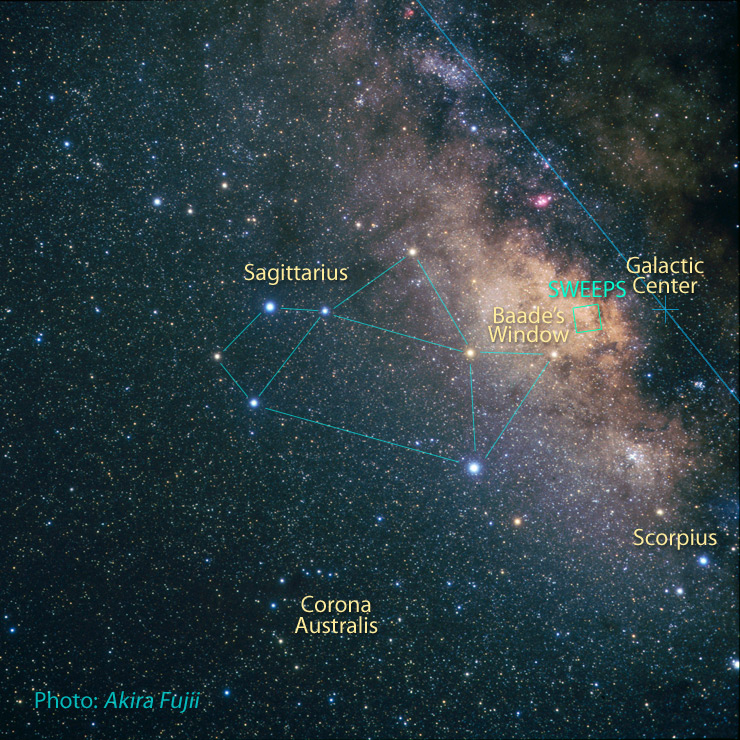
نافذة بادي في درب التبانة

نافذة بادي (Baade's Window) هي منطقة في السماء ذات كميات منخفضة نسبيًا من بين النجوم على امتداد خط البصر من «الأرض». ويمكن اعتبار هذه المنطقة بمثابة «نافذة» رصد، حيث يكون مركز المجرة المعتم عادة في درب التبانة ظاهرًا في هذا الاتجاه. وقد سُميت على اسم عالم الفلك فالتر بادي (Walter Baade) الذي تطرق لأول مرة إلى أهميتها. وترتبط هذه المنطقة بواحدة من ألمع البُقع المرئية على درب التبانة.

## معلومات تاريخية
قام فالتر بادي باكتشاف نجوم في هذه المنطقة في منتصف الأربعينيات من القرن العشرين باستخدام 100-بوصة (2.5 م)مرصد فلكي في جبل ويلسون بكاليفورنيا أثناء البحث عن مركز مجرة درب التبانة. وحتى هذا الوقت لم يكن بنية وموقع مركز المجرة معروفًا يقينًا.

## الأهمية
كثيرًا ما استخدمت نافذة بادي لدراسة التباعد المركزي لـ حوصلة مجرة النجوم في الأطوال الموجية المرئية والقريبة من الضوء المرئي. حيث ما زالت هناك معلومات مهمة عن الهندسة الداخلية لدرب التبانة يمكن تكرارها عن طريق القياسات التي أُجريت من خلال ذلك. وهو في اتجاه كوكبة الرامي.
؛ بينما عُرفت النافذة الآن بأنها إلى حد ما “جنوب"؛ من حوصلة المجرة المركزية الأساسية. إن هذه النافذة غير منتظمة في الشكل العام وقابلة للتمديد بحوالي درجة واحدة في السماء. وهي متمركزة في جميع أنحاء التجمعات الكروية التجمع الكروي رقم 6522.
وتُعتبر نافذة بادي أكبر المناطق الست التي من خلالها تُرى حوصلة مجرة النجوم المركزية.
حيث نجحت تجربة العدسة التجاذبية البصرية OGLE وبرامج الرصد الأخرى في اكتشاف الكواكب الخارجة عن المجموعة الشمسية التي تدور حول حوصلة مجرة النجوم المركزية في هذه المنطقة من خلال أسلوب العدسة التجاذبية.